# Pablo Honey
| 전문가 평가          | 전문가 평가 |
| 평가 점수            | 평가 점수   |
| 출처                 | 점수        |
| -------------------- | ----------- |
| Calgary Herald       | B           |
| Entertainment Weekly | B           |
| Los Angeles Times    | [ 3 ]       |
| NME                  | 7/10        |
| Q                    | [ 5 ]       |
| Select               | 3/5         |

《Pablo Honey》는 영국의 록 밴드 라디오헤드의 데뷔 스튜디오 음반으로, 1993년 2월 22일, 영국에서는 팔로폰을 통해, 같은 해 4월 20일, 미국에서는 캐피틀 레코드를 통해 발매되었다. 이 음반은 션 슬레이드, 폴 Q. 콜더리, 라디오헤드의 공동 매니저 크리스 허퍼드가 공동으로 프로듀싱을 맡았다.
라디오헤드는 1985년 옥스퍼드셔주 애빙던온템스의 애빙던 스쿨에서 결성되었으며, 1991년 EMI와 음반 계약을 체결하였다. 1992년에 발표한 데뷔 EP 《Drill》은 큰 성공을 거두지 못했다. 스튜디오 음반 작업에 있어 라디오헤드의 매니지먼트는 미국 시장을 주요 타깃으로 설정하고 미국 출신 프로듀서들을 기용하였다. 《Pablo Honey》는 1992년 옥스퍼드셔주에 위치한 치핑 노턴 레코딩 스튜디오에서 3주간 녹음되었으며, 라디오헤드가 스튜디오 녹음 경험이 부족했던 탓에 작업은 순탄치 않았다.
〈Creep〉, 〈Anyone Can Play Guitar〉, 〈Stop Whispering〉 등의 싱글은 처음 발매 당시 큰 반향을 일으키지 못했다. 그러나 〈Creep〉은 점차 국제적인 라디오 방송에서 주목을 받기 시작했고, 1993년 재발매 이후 영국 싱글 차트 7위에 오르며 성공을 거두었다. 라디오헤드는 미국 시장 공략을 위해 벨리와 PJ 하비의 오프닝으로 공격적인 프로모션 투어를 벌였고, 이후 제임스를 서포트하는 유럽 투어를 진행하였다. 1995년 5월에는 라이브 비디오 《Live at the Astoria》가 VHS 형식으로 발매되었다.
《Pablo Honey》는 영국 음반 차트에서 22위를 기록하였다. 이 음반은 1994년 영국에서 골드 인증을 받았고, 2013년에는 더블 플래티넘 인증을 획득하였다. 미국에서는 1995년에 플래티넘 인증을 받았다. 《Pablo Honey》는 대체로 호의적인 평가를 받았지만, 일부 평론가들은 미완성되었거나 독창성이 부족하다고 보았다. 라디오헤드의 이후 작품들에 비해 평가가 낮은 편이지만, 일부 회고적 평가는 긍정적이며, 위대한 음반 목록에 포함되기도 하였다. 라디오헤드의 구성원들은 이 음반에 대해 작곡의 완성도가 낮고 스튜디오 경험 부족이 드러난다며 비판적인 입장을 보여왔다. 〈Creep〉은 여전히 라디오헤드의 가장 성공적인 싱글로 남아 있다.

## 배경
라디오헤드의 구성원들은 옥스퍼드셔주 애빙던온템스에 위치한 애빙던 스쿨 재학 시절에 처음 만났다. 1985년, 이들은 학교 음악실에서 주로 금요일에 연습을 했던 데서 착안해 밴드 이름을 온 어 프라이데이로 정하고 결성하였다. 이들은 여러 개의 데모 테이프를 녹음했으며, 그중에는 《Pablo Honey》에 수록될 〈You〉, 〈I Can't〉, 〈Thinking About You〉의 초기 버전이 포함된 비공식 카세트 《Manic Hedgehog》도 있었다.
한 데모 테이프는 지역 프로듀서 크리스 허퍼드의 관심을 끌었고, 그는 사업 파트너 브라이스 엣지와 함께 옥스퍼드의 제리코 태번에서 열린 이들의 공연을 관람한 뒤 밴드의 매니저가 되었다. 1991년 말, 온 어 프라이데이는 EMI와 6장 분량의 음반 계약을 체결하였으며, EMI의 요청에 따라 밴드 이름을 변경하였다. 새 밴드 이름 "라디오헤드"는 토킹 헤즈의 1986년 음반 《True Stories》에 수록된 곡 〈Radio Head〉에서 따온 것이다.
라디오헤드는 1992년 데뷔 EP 《Drill》을 발매하였다. 이 음반은 옥스퍼드셔주에 위치한 크리스 허퍼드의 코트야드 스튜디오에서 허퍼드가 프로듀싱을 맡아 제작되었다. 《Drill》은 영국 싱글 차트에서 101위를 기록했으며, 《가디언》은 훗날 이를 "눈에 띄지 않는 출발"이라고 평가하며 거의 주목을 받지 못했다고 전했다. 허퍼드는 본인이 직접 프로듀싱을 맡은 것이 실수였다고 말했는데, 이는 이해 상충을 불러오고 스튜디오 내 긴장을 유발했기 때문이었다.
이후 허퍼드와 엣지는 라디오헤드의 다음 녹음 작업을 위해 외부 프로듀서를 기용하기로 결정했다. 당시 영국 인디 차트는 독립 레이블들이 장악하고 있었지만, EMI는 대형 레이블이었다. 이에 따라 허퍼드와 엣지는 라디오헤드가 미국 프로듀서들과 작업하고 미국에서 적극적인 투어를 진행한 뒤, 영국으로 돌아와 팬층을 구축하는 전략을 세웠다. 이들은 스티브 알비니의 기용을 고려했지만, 그는 당시 메이저 아티스트와의 작업 경력이 없었고, EMI는 그를 기용하는 것을 지나치게 위험하다고 판단하였다.

## 곡 목록
모든 곡들은 특별한 언급이 없는 한 라디오헤드에 의해 작사/작곡하였다.
| #   | 제목                       | 작사·작곡                                    | 재생 시간 |
| --- | -------------------------- | -------------------------------------------- | --------- |
| 1.  | 〈You〉                    |                                              | 3:29      |
| 2.  | 〈Creep〉                  | 라디오헤드, 마이크 헤이즐우드, 앨버트 해먼드 | 3:56      |
| 3.  | 〈How Do You?〉            |                                              | 2:12      |
| 4.  | 〈Stop Whispering〉        |                                              | 5:26      |
| 5.  | 〈Thinking About You〉     |                                              | 2:41      |
| 6.  | 〈Anyone Can Play Guitar〉 |                                              | 3:38      |
| 7.  | 〈Ripcord〉                |                                              | 3:10      |
| 8.  | 〈Vegetable〉              |                                              | 3:13      |
| 9.  | 〈Prove Yourself〉         |                                              | 2:25      |
| 10. | 〈I Can't〉                |                                              | 4:13      |
| 11. | 〈Lurgee〉                 |                                              | 3:08      |
| 12. | 〈Blow Out〉               |                                              | 4:40      |

## 인증
| 국가                                                  | 인증        | 판매량/출하량 |
| ----------------------------------------------------- | ----------- | ------------- |
| 아르헨티나 (CAPIF)                                    | 골드        | 30,000^       |
| 오스트레일리아 (ARIA)                                 | 골드        | 35,000^       |
| 벨기에 (BEA)                                          | 플래티넘    | 50,000*       |
| 캐나다 (뮤직 캐나다)                                  | 2× 플래티넘 | 200,000^      |
| 네덜란드 (NVPI)                                       | 골드        | 50,000^       |
| 영국 (BPI)                                            | 2× 플래티넘 | 600,000^      |
| 미국 (RIAA)                                           | 플래티넘    | 1,520,000     |
| *판매량을 기반으로 한 인증 ^출하량을 기반으로 한 인증 |             |               |